# Ulrike Müßig
Ulrike Müßig (née Seif; Wurtzburgo, 8 de julho de 1968) é uma jurista e historiadora jurídica alemã, além de chefe da cadeira de Direito Civil, História Jurídica Alemã e Europeia da Universidade de Passau.

## História
Ulrike Müßig estudou direito na Universidade de Würzburgo (DE) e Cambridge (GB), bem como na Universidade Paris II, Pantheon-Assas (FR) como estudante visitante. Ela foi promovida pelo programa de bolsas de estudo para estudantes altamente talentosos da Baviera Hundhammerstiftung, pela Fundação Nacional Acadêmica Alemã (Studienstiftung des Deutschen Volkes) e pela bolsa de estudos no DAAD no exterior. Após o Primeiro Exame Estatal em 1993, recebeu a bolsa de doutorado da Studienstiftung no Instituto de Direito Comparado da Universidade de Würzburgo e no Instituto Max Planck de Direito Privado Internacional e Estrangeiro em Hamburgo até receber seu doutorado em 1995, por apresentar a tese Der Bestandsschutz Besitzloser Mobiliarsicherheiten imutsuts und englischen Recht. Tendo realizado seu estágio para o seu Assesorexamen em Wurtzburgo, Bruxelas e Paris, formou-se pós-doutorada no Instituto de História Jurídica da Baviera e Alemã na Universidade de Würzburgo, sob orientação do professor Dietmar Willoweit, de 1996 a 1999. Em 2000, concluiu sua qualificação de pós-doutorado (habilitação) na Faculdade de Direito da Universidade de Würzburgo nas áreas de história jurídica européia e alemã, direito civil, direito comparado e direito internacional, com um trabalho em história jurídica, recebendo o prêmio Heisenberg da DFG (Fundação Alemã de Pesquisa). Sua habilitação Recht und Justizhoheit, Der gesetzliche Richter in historicschen Vergleich von der Kanonistik bis zur Europäischen Menschenrechtskonvention, un be beserer Berücksichtigung der Rechtsentwicklung in Deutschland, England und Frankreich foi publicada na segunda edição. No mesmo ano, Ulrike Müßig foi nomeada para a cátedra de Direito Civil e História Jurídica Alemã e Europeia da Universidade de Passau, rejeitando uma cátedra oferecida na Universidade de Bielefeld. Uma oferta da Universidade de Berna foi rejeitada em 2003. De 2010 a 2012, Müßig foi decana da Faculdade de Direito da Universidade de Passau. O foco de seu trabalho científico encontra-se na História Constitucional Europeia do século XII ao XXI, incluindo a história contemporânea da integração europeia, a história da jurisdição suprema, a lei de sucessão romano-canônica nas gravações jurídicas alemãs medievais como bem como a história das idéias do século XVIII. Ela contribuiu fortemente para os manuais de história jurídica alemã, a Enciclopédia da Era Moderna e a Enciclopédia Internacional de História Legal de Oxford. É coautora do Grundlagen der Rechtswissenschaft (Fundamentos da Ciência Jurídica), juntamente com Horst Dreier e Michael Stolleis, publicados por Mohr Siebeck. O que é característico de seu trabalho é o objetivo de manter as disciplinas históricas como parte da educação jurídica, criar condições para a pesquisa interdisciplinar, bem como possibilitar um intercâmbio internacional de idéias e a promoção de graduados.

## Distinções
Devido a suas realizações científicas, Ulrike Müßig recebeu o Prêmio da Baviera de Habilitação de 1996 (Bayerischen Habilitationsförderpreis 1996), o Prêmio da Baixa Franconia Gedenkjahresstiftung de Ciência de 1997 (Preis der Unterfränkischen Gedenkjahresstiftung für Wissenschaft Prize 1997) e o Prêmio Heerbergenberg de 1997. Em 2008, ela foi indicada ao Prêmio Gerda-Henkel. Desde 2014, é membra correspondente da Academia Nacional da Andaluzia na classe histórico-judicial (Ilustre Sociedad Andaluza de Estudios Histórico-Jurídicos). Em 2013, Ulrike Müßig recebeu o ERC Advanced Grant ReConFort, reconsiderando a formação constitucional na Europa dos séculos 18 e 19 (1,9 milhões de euros) pelo seu projeto de pesquisa em História Constitucional Europeia, que resultou na criação do Blog de Pesquisa ReConFort em 2019. Em abril de 2015, Ulrike Müßig foi eleita para a classe histórico-filosófica da Academia Austríaca de Ciências. Em 2019, foi eleita professora convidada na faculdade de direito da Université Paris II Panthéon-Assas.